# Antonio Sánchez Barbudo
Antonio Sánchez Barbudo (* 1910 in Madrid; † 19. August 1995 in Palm Beach Gardens) war ein US-amerikanischer Romanist und Hispanist  spanischer Herkunft.

## Leben und Werk
Sánchez Barbudo gehörte als Dichter zur Generación del 36. 1937 erhielt er den Premio Nacional de Poesía. Im Spanischen Bürgerkrieg stand er auf der Seite der Republikaner. Er floh 1939 ins Exil nach Mexiko, ging 1945 in die Vereinigten Staaten und lehrte kurzzeitig an der University of Texas, dann von 1946 bis 1980 an der University of Wisconsin–Madison.

## Werke
- Entre dos fuegos. Narraciones  (1937–1938), Barcelona 1938 (Nationalpreis)
- Una pregunta sobre España, Mexiko 1945
- Sueños de grandeza, Buenos Aires 1946, Barcelona 1994
- Estudios sobre Unamuno y Machado, Madrid 1959; 2. Auflage u. d. T. Estudios sobre Galdós, Unamuno y Machado, Madrid 1968, 1981
- La segunda época de Juan Ramón Jiménez. 1916–1953. Cincuenta poemas comentados, 2 Bde., Madrid 1962–1963
- (Hrsg.) Juan Ramón Jiménez, Dios deseado y deseante  (Animal de fondo), Madrid 1964
- Los poemas de Antonio Machado. Los temas. El sentimiento. La expresión, Madison/Barcelona 1967, 5. Auflage 1989
- (Hrsg.) Juan Ramón Jiménez, Diario de un poeta reciencasado, Barcelona 1970
- El pensamiento de Antonio Machado, Madrid  1974
- Miguel de Unamuno,  Madrid 1974 (El Escritor y la crítica)
- Ensayos y recuerdos, Barcelona 1980
- La obra poética de Juan Ramón Jiménez, Madrid 1981
- (Hrsg.) Unamuno, La tía Tula, Madrid 1981
- (Hrsg.) Unamuno, Del sentimiento trágico de la vida y La agonía del cristianismo, Madrid 1983
- (Hrsg. mit John Rosenfeldt)  Juan Ramón Jiménez,  Antología comentada, Madrid 1986